# Arctia villicula
Arctia villicula là một loài bướm đêm thuộc phân họ Arctiinae, họ Erebidae.